# Alida Somboro
Alida Somboro est une femme politique malienne.

## Biographie
Enseignante, Alida Somboro est élue députée à l'Assemblée nationale dans le cercle de Bankass aux élections législatives maliennes de 2020. L'Assemblée nationale est dissoute le 19 août 2020 après un coup d'État.